# Gmina Madison (hrabstwo Clarke)

Położenie Gminy Madison w hrabstwie Clarke

Gmina Madison (ang. Madison Township) – gmina w USA, w stanie Iowa, w hrabstwie Clarke. Według danych z 2000 roku gmina miała 176 mieszkańców, a jej powierzchnia wynosi 93,13 km².